# Aniello Stellato
Aniello Stellato (seconda metà XVI secolo – dopo il 1648) è stato uno scultore italiano, attivo prevalentemente a Napoli e nel Regno di Napoli.

## Biografia
Nulla si conosce della vita di Aniello Stellato, se non che viene definito "napoletano" dai suoi committenti. Si tratta di un esponente di spicco della scultura lignea napoletana nel primo Seicento. 
La sua morte è collocabile dopo il 1648, anno in cui produsse l'ultima opera documentata. 

## Opere
L'attività di Aniello Stellato, attestata dal 1593 al 1648, si svolse a Napoli, al servizio di un'ampia rete di committenti, non ultimi i Gesuiti e i Teatini. La sua bottega produsse una notevole quantità di busti-reliquiario, crocifissi, statue di pastori, di angeli, della Vergine e di santi, destinati non solo alle chiese della Capitale, ma anche a diverse località del Regno di Napoli, alle Marche e perfino alla Spagna. Tra le opere si segnalano: 
Napoli: 12 busti reliquiari per la chiesa dei Girolamini (1619 ca.); Crocifisso (1648 ca.), nella chiesa dei Santi Apostoli.
Fondi (LT): Vergine Assunta, detta  ‘Madonna del Cielo’, terminata nel 1611 su commissione dell'Universitas di Fondi e collocata nella collegiata di S. Maria Assunta, nella cappella fatta erigere nel 1613 da Beatrice Ottinelli.
Grottazzolina (FM): Madonna col Bambino, detta "Madonna della Neve", firmata e datata 1612, commissionata dal grottese Alfonso Verzieri per la chiesa del Santissimo Sacramento e Rosario.
Cagliari: statua lignea di San Michele in legno policromo dorato nella chiesa di San Michele, eseguita in origine per la Basilica di Santa Croce del Collegio Gesuita e completata nel 1620 dal conterraneo Giuseppe De Rosa per l'esecuzione della raffinata indoratura e coloritura; una statua lignea di Sant'Agostino in Sant'Agostino, databile al primo quarto del XVII secolo. La figura, restaurata nel 2021, di notevole imponenza e monumentalità, ancora tardo-cinquecentesca nella postura, avvolta da un complesso panneggio, mostra alcuni dettagli manieristici ma anche un intenso naturalismo patetico nel volto. La raffinata, lucente damaschinatura della veste è probabilmente dovuta al doratore napoletano Giuseppe De Rosa, collaboratore dello scultore.
Orsara di Puglia (FG): Madonna della Neve, datata 1624 e custodita nella chiesa di S. Nicola.
Turi (BA): S. Giacomo Apostolo, nella collegiata dell'Assunta, commissionata nel 1640 dal musicista Giovanni Maria Sabino.